# Патилинец, Василе
Василе Патилинец (рум. Vasile Patilineț; 21 декабря 1923, Лупени, Королевство Румыния — 9 октября 1986, Кызылчикорман, Турция) — румынский политический, партийный и государственный деятель, член ЦК РКП, близкий сподвижник Николае Чаушеску. В конце 1950-х — начале 1970-х партийный куратор обороны и безопасности. Организатор партийного контроля над армией и Секуритате. Сыграл важную роль в переустройстве спецслужб и в реабилитации жертв внутрипартийных репрессий. Занимал хозяйственные посты в правительстве СРР. После ухудшения отношений с Чаушеску отправлен послом в Турцию, где погиб при сомнительных обстоятельствах

## В партийном аппарате
Родился в семье шахтёра польского происхождения. Предки перебрались на заработки в долину Жиу и носили фамилию Патилинеч. Его родители были коммунистическими активистами, отец участвовал в Лупенской стачке. Не только Иоан Патилинец-старший, но и его жена Ана, дочери Мария и Элиза, сыновья Иоан-младший, Илие и Василе примыкали к нелегальному коммунистическому движению.
Василе Патилинец работал подсобником на стройке, слесарем и механиком. С 1940 состоял в румынском комсомоле. Писал в анкетах о своём участии в боях с гитлеровцами (на этот счёт существуют разные версии). В 1945 вступил в Румынскую коммунистическую партию, фактически пришедшую к власти (в то время РКП называлась Румынской рабочей партией).
Окончил в Бухаресте Экономическую академию и Академию Штефана Георгиу для подготовки партийных кадров. Стажировался в Москве в Высшей партийной школе при ЦК КПСС. Занимал различные посты в партаппарате, в 1952—1956 был первым секретарём Тимишского жудецкого комитета РКП. Жёстко проводил сталинистскую политику Георге Георгиу-Дежа. Организовывал в регионе коллективизацию, раскулачивание, депортации. Обратил на себя благосклонное внимание второго лица РРП/РКП Николае Чаушеску.
С 1955 Василе Патилинец — член ЦК РРП/РКП. Входил в своеобразный политический клан, сгруппированный вокруг Чаушеску. К этому кругу принадлежали такие деятели, как Илие Вердец, Ион Коман, Ион Стэнеску, Корнел Онеску, Вирджил Трофин.
На рубеже 1950—1960-х в политике РКП/РРП обозначился национал-коммунистический крен. Во многом это было связано с намерением Георгиу-Дежа сохранить основы сталинистского режима, несмотря на умеренную десталинизацию под влиянием XX съезда КПСС. В 1958 из Румынии были выведены советские войска. На этом фоне Василе Патилинец назначен руководителем отдела ЦК по обороне и безопасности. В его ведении находился партийный контроль над вооружёнными силами, милицией, судебной системой и службой госбезопасности — Секуритате.
При активном участии Патилинеца и Стэнеску в Секуритате было создано специальное подразделение, неформально названное «Анти-КГБ». Сотрудники выявляли партийно-государственных и силовых функционеров, связанных со спецслужбами СССР и других государств Варшавского договора, добивались прекращения этих контактов. Все эти контакты были прерваны, многие выявленные назвали сообщников.

## В партийно-государственном руководстве
На IX съезде РКП в 1965 генеральным секретарём ЦК был утверждён Николае Чаушеску. Василе Патилинец вошёл в близкое окружение нового генсека. Осуществлял партийный контроль над вооружёнными силами, МВД и Секуритате. Играл ключевую роль в переустройстве армии и в особенности Секуритате под руководство Чаушеску. Организовал жудецкую административную реформу в 1968.
Демонстрируя преданность Чаушеску, Патилинец поддержал закон о запрете абортов. Против этого акта выступил вице-премьер Александру Бырлэдяну. Патилинец в ответ огласил компромат о внебрачной связи Бырлэдяну, вскоре отправленного в отставку.
В первые годы правления Чаушеску, период «румынской оттепели», Патилинец вместе со Стэнеску занимался расследованием политических репрессий времён Георгиу-Дежа и реабилитацией жертв. Реабилитация Лукрециу Пэтрэшкану позволила вывести из политики бывшего главу МВД и Секуритате Александру Дрэгича, в котором Чаушеску усматривал опасного соперника. В 1968, при советском вторжении в Чехословакию, Паталинец предложил Чаушеску готовиться к всенародному сопротивлению. Практическую подготовку к отражению возможного нападения СССР на Румынию вёл генерал Стэнеску.
Отношения между Патилинецем и Чаушеску стали ухудшаться с начала 1970-х. Этому способствовали странная автоавария с премьер-министром Ионом Георге Маурером, потом самоубийство личного врача генсека Абрахама Шехтера. Генсек РКП и президент СРР Чаушеску утратил доверие к партийному куратору силовиков. Со своей стороны, Патилинец был недоволен насаждением культа личности Чаушеску, сосредоточением власти у семейного клана во главе с Николае и Еленой, возвышением новых фаворитов — типа Эмиля Бобу, Мани Мэнеску, Иона Динкэ, Тудора Постелнику.
Существует веское предположение, преданность Василе Патилинеца «кондукэтору» сильно подорвалась после смерть дочери. 22-летняя Амалия Патилинец умерла в 1972 от последствий нелегального аборта. По закону аборты уже были запрещены, сделать операцию в спецклинике «в порядке исключения» она не могла из-за известной публичной позиции отца. Семейная трагедия заставила о многом задуматься.
Василе Патилинец был выведен из партаппарата, отодвинут от силовых структур и в 1972 назначен министром лесного хозяйства в кабинете Маурера. C 1975 депутат Великого национального собрания. После шахтёрской забастовки в Долине Жиу августа 1977 Чаушеску перевёл Патилинеца на должность министра горнодобычи, нефтепромышленности и геологии в кабинете Мэнеску. При этом генсек-президент исходил из того, что политический опыт и вес Патилинеца поможет урегулировать положение в угольной промышленности.
Побег в США генерала Секуритате Михая Пачепы вновь вызвал ярость Чаушеску в адрес Патилинеца, когда-то отвечавшего за кадры спецслужбы. Патилинецу предъявлялись и коррупционные злоупотребления — использование служебного кабинета для личного времяпрепровождения, постройка личной виллы стоимостью миллион леев за счёт госкомбината, несанкционированная поставка медвежьих шуб в ФРГ. В 1979 Патилинец был выведен из состава ЦК.

## На дипломатической службе
В 1980 Василе Патилинец отправлен послом в Турцию. Патилинец был активным дипломатом. Он занимался не только румыно-турецкими отношениями, но старался вникать во все острые ситуации на Ближнем и Среднем Востоке — арабо-израильский конфликт, турецко-курдский конфликт, ирано-иракскую войну, Афганскую войну. Стремился обеспечить для СРР посредническую роль между Израилем и ООП, развивать отношения с Ираном, несмотря на смену иранского режима (в своё время Патилинец принимал в Румынии шаха Пехлеви).
В Румынии тем временем складывалась партийная фронда против Чаушеску и его окружения. В центре стояли опальный партийный чиновник Ион Илиеску, диссидентствующий партийный идеолог Силвиу Брукан, академик Вирджил Мэгуряну, генерал Николае Милитару (уличённый в связях с советским ГРУ), генерал Ион Ионицэ (бывший министр национальной обороны), генерал Штефан Костял, полковник Николае Раду. В середине 1980-х эта группировка рассматривалась как попытка заговора против Чаушеску. Секуритате подозревала Патилинеца в причастности к этой группе. Но эти подозрения остались неподтверждёнными. По другим оценкам, Патилинец не был склонен к заговорам и в целом признавал лидерство Чаушеску. Его отношения с Милитару были крайне негативными. Таким образом, предполагается, что в устранении Патилинеца могли быть заинтересованы и Чаушеску с его окружением, и противники Чаушеску.
Симпатизирующие Патилинецу авторы утверждают, что он понимал необходимость преобразований и к концу 1980-х вполне мог быть сторонником отстранения Чаушеску. Однако, на этот взгляд, Патилинец предпочёл бы «бархатный переворот, как в ГДР, в Болгарии или в Чехославакии — но не резню 1989 года, когда во главе движения стояли Илиеску, Милитару, Брукан». В любом случае, Патилинец оставался сторонником «реального социализма» и коммунистического государства.
62-летний Василе Патилинец погиб в автокатастрофе в районе турецкого города Кызылчикорман, возвращаясь из Стамбула в Анкару. Обстоятельства его смерти во многом остаются неясными (военный грузовик на встречной полосе, слухи о выстрелах). Похороны на кладбище Генча проводились с ограниченным допуском. Частный дом Патилинеца перешёл во владение Динкэ. После революции, свержения Чаушеску и ареста Динкэ дом достался Мэгуряну, ставшему начальником новой спецслужбы SRI.

## Личность и семья
В современной Румынии Василе Патилинец рассматривается обычно в двух ипостасях: либо «красный барон», приспешник диктатора, либо эффективный управленец, «основатель румынской системы национальной безопасности». Имиджево он вспоминается как импозантный, элегантный, пользующийся успехом у женщин.
Василе Патилинец был женат, имел сына и дочь. Его личная жизнь сложилась драматично. Жена Симина Патилинец в юности была связана с футболистом Александру Боком, арестованным и осуждённым за драку с офицером Секуритате. Этот факт использовался в качестве компромата на Патилинеца — недоброжелатели утверждали, будто он добился реального срока для спортсмена.
Смерть Амалии Патилинец из-за запрета абортов Александру Бырлэдяну назвал «воздаянием отцу за служение Чаушеску». Сын Дору Василе тоже умер раньше отца в 25-летнем возрасте.